# Амброни
Амброни (дав.-гр. Ἄμβρωνες) — давнє плем'я, описане римськими авторами. Вважається, що це було германське плем'я з Ютландії; римляни не були впевнені в їхньому точному походженні.
Наприкінці II століття до н. е., разом з кімврами і тевтонами мігрували зі своїх рідних місць і вторглися на територію Римської республіки, здобувши переконливу перемогу в Битві при Араузіоні у 105 році до нашої ери. Амброни та тевтонці, очолювані Тевтободом, врешті-решт зазнали поразки у Битві при Аквах Секстієвих у 102 р. до н. е.

## Етимологія назви
Походження назви Ambrones викликає великі труднощі в поясненні, оскільки корінь Ambr- і його варіанти зустрічаються в багатьох областях європейського континенту: омброни (ombrones) верхньої Вісли, *Ymbre (дан. Ymbrum), плем'я, що згадується у Відсіті, на островах Амрум (раніше — Амбрум) та Імбрія (сучасний Фемарн), назви річок Аммер, Ампер і Еммер, регіон Аммерланд, місто Еммеріх, а також італійські умбри (або омбрії) і грецькі особисті імена Амбрій і Амбрікі. Плутарх також згадує амбронів як назву лігурів. Можливе спотворення германського Amr- на Ambr- римськими джерелами робить ототожнення ще менш достовірним. Протокельтське слово *ambi- означає «навколо» (див. Амбігат, Амбіорікс, Амбіані, Амбізагрус).

## Походження
Амбронів зазвичай класифікують як германське плем'я. Припускають також кельтський вплив, але це спірне питання.
На думку Ганса Куна та Рейнхарда Венскуса, амброни могли походити з Ютландії, з району островів Амрум або Фемарн, звідки вони супроводжували тевтонів у їхньому поході на південь наприкінці II ст. до н. е. Частини їх загонів могли залишитися навколо верхів'я Вісли, де, можливо, пізніше Птолемей згадує їх як Ὄμβρωνες (Ómbrōnes). Згадки про *Ymbre у давньоанглійському Відсіті, а також британські джерела, які називають амбронів Saxons, можуть також свідчити про те, що деякі з них залишилися поблизу своєї батьківщини на півночі.

## Історія
Три сусідні племені увійшли в римську історію як союз, що вирішив емігрувати на південні землі. Римське джерело повідомляє, що «кімври, тевтони і тигурини, втікачі з крайніх частин Галлії, після того, як Океан затопив їхні території, почали шукати нових поселень по всьому світу».
Амброни були в числі тих, хто втікав. Плутарх наводить цифри, що наступали на Італію: 300 000 озброєних воїнів, а також набагато більші орди жінок і дітей. (Багато цифр Плутарха були величезними перебільшеннями). Варвари розділилися на дві групи, і на долю кімврів випало йти через Норик вглиб країни проти Катула і пробивати там прохід, в той час як тевтони і амброни повинні були йти через Лігурію вздовж морського узбережжя проти консула Гая Марія, який розбив табір на Роні. Плутарх пише, що тільки амбронів налічувалося понад 30 000 чоловік і були найбільш войовничим підрозділом ворога, який раніше розгромив римлян під проводом Гнея Маллія Максима та Квінта Сервілія Цепіона. Амброни дотримувалися кельтського звичаю вигукувати назву свого племені, коли йшли на битву. Це була битва при Араузіоні в 105 році, в якій римляни зазнали поразки під проводом Сервілія Цепіона та Гнея Маллія.
Тевтони та амброни напали на табір Марія, проте зазнали поразки. Вони вирішили йти далі і обходили табір, передаючи римським солдатам послання для дружин, з якими їм доведеться зустрітися, коли вони потраплять у полон. Марій швидко пішов за ними і знову отаборився поруч з ними в Аквах Секстієвих біля підніжжя Альп. Йшов 102 рік до нашої ери.
Битва починалася як випадкова сутичка, але римляни перетворили її на перемогу. Римські вояки, які намагалися набрати води з сусідньої річки, були атаковані амбронами, які все ще користувалися нею. Лігури, що були римськими помічниками, прийшли їм на допомогу і відкинули амбронів на інший берег річки. Марій не втратив цієї нагоди. Римляни швидко вишикувалися в ряди і наздогнали амбронів при спробі переправитися через річку. Амброни втратили основну частину свого війська. Через два дні Марій відбив атаку на табір і затиснув вороже військо між своїми основними силами спереду і загоном з 3000 чоловік під командуванням Марка Клавдія Марцелла, якого Марій відправив під покровом темряви в ніч перед битвою, щоб завдати удару в тил ворога. Несподівана поява ворога викликала паніку, і за короткий час армія зазнала поразки. Плутарх повідомляє, що Марій взяв у полон 100 000 полонених, хоча це, швидше за все, перебільшення. Ймовірно, деякі з вцілілих полонених були серед повсталих гладіаторів під час Третьої війни з рабами. Хоча Цезар згадує, що залишки кімврів і тевтонів утворили нове плем'я в Бельгійській Галлії під назвою атуатуки, він не згадує про амбронів.